# Rio Maratasã
Rio Maratasã är ett periodiskt vattendrag i Brasilien.   Det ligger i delstaten Piauí, i den östra delen av landet, 1 400 km norr om huvudstaden Brasília.
Omgivningarna runt Rio Maratasã är huvudsakligen savann. Runt Rio Maratasã är det ganska glesbefolkat, med 21 invånare per kvadratkilometer.